# Sue Bird
Suzanne Brigit Bird, detta Sue (New York, 16 ottobre 1980), è un'ex cestista statunitense con cittadinanza israeliana.

## Biografia
Nasce a Syosset, nella Contea di Nassau dello stato di New York. Suo padre, Herschel Bird, è un ebreo di origine russa: agli inizi del Novecento, infatti, i nonni paterni di Sue si trasferirono negli Stati Uniti dalla Russia: il cognome originale era Boorda, ma una volta giunti a Ellis Island, fu semplificato in Bird. Bird ha perciò anche la cittadinanza israeliana (a partire dal 2006), ma nelle competizioni internazionali ha sempre giocato con la maglia della nazionale statunitense. Ha dichiarato di essersi appassionata allo sport sin da bambina, influenzata dalla sorella maggiore Jen.
È apertamente lesbica ed ha fatto coming out attraverso un'intervista per il quotidiano di ESPN.
Nel 2018 lei e la sua compagna, la calciatrice Megan Rapinoe, hanno posato per The Body Issue di ESPN, diventando la prima coppia lesbica della storia della rivista a finire in copertina.

## Carriera

### WNBA (2002-2022)
Bird è stata la prima scelta assoluta del draft WNBA 2002, selezionata da Seattle Storm. Nella sua prima stagione in WNBA, Bird gioca 32 partite, mantenendo una media di 14,4 punti a partita: il 9 agosto 2002 mette a referto 33 punti contro Portland Fire, stabilendo il suo massimo in carriera. Il 15 luglio 2002 partecipa, insieme alla compagna di squadra Lauren Jackson, all'All-Star Game di Washington, partendo come titolare nel quintetto della Western Conference. Trascina la squadra, per la prima volta nella storia della franchigia, ai playoffs. Tuttavia, Seattle viene eliminata al primo turno da Los Angeles Sparks, che a fine stagione si aggiudica il titolo. Conclude la stagione arrivando seconda, dietro solo a Tamika Catchings, al premio di Rookie of the Year; inoltre, è una delle due rookies a essere nominata giocatrice del primo quintetto WNBA (All-WNBA First Team).
Nella stagione 2004, le Storm selezionano Betty Lennox: per la prima volta nella loro storia riescono a raggiungere le finali WNBA e a vincere il titolo WNBA. Bird diventa, così, l'undicesima giocatrice a ricevere la medaglia d'oro olimpica (5 volte consecutivamente dalle Olimpiadi di Atene del 2004 fino a Tokyo 2020) e a vincere sia il campionato NCAA (2 volte, nel 2000 e nel 2002) sia il titolo WNBA (4 volte, nel 2004, nel 2010, nel 2018 e infine nel 2020).
Il 7 giugno 2005 sul campo di Connecticut Sun si infortuna al naso ed è costretta a saltare 4 gare di regular season. Il 23 luglio, in una partita con Detroit Shock vinta 73-71, dispensa il suo 700º assist e chiude per la prima volta in carriera una stagione in WNBA con la migliore media di assists a partita (5,9). Le Storm si qualificano alla post-season ma escono al primo turno dopo 3 partite contro Houston Comets.

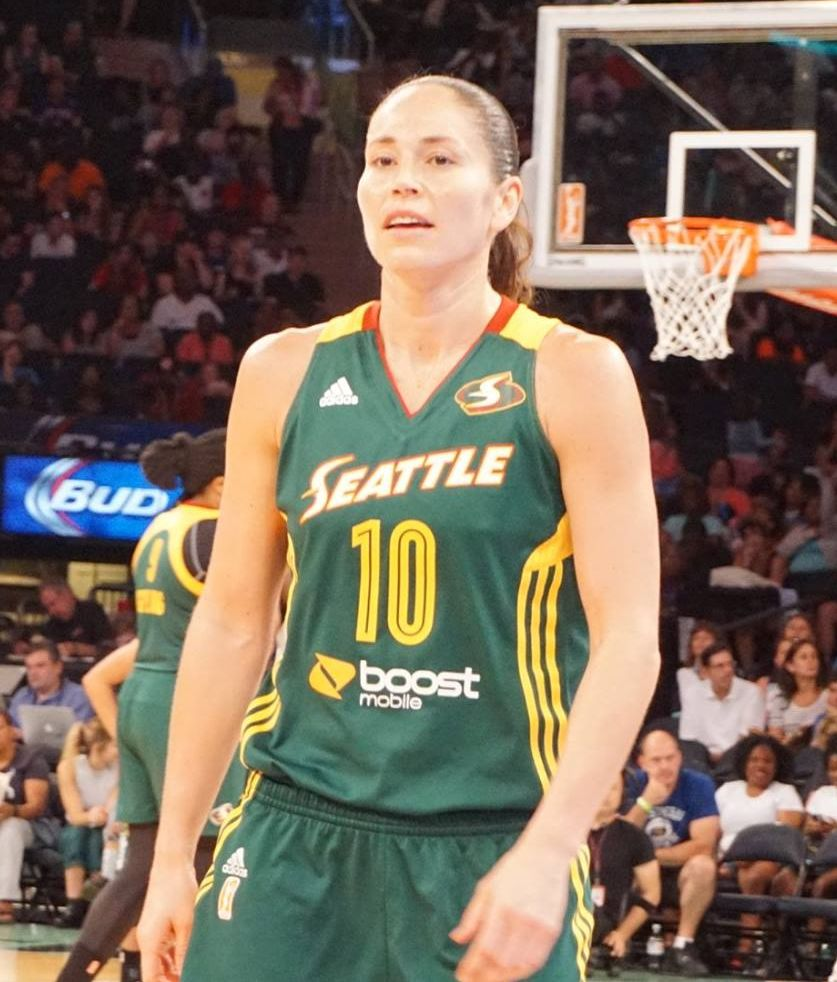
Bird durante la stagione WNBA 2015

Il 1º luglio 2006 in una partita con Minnesota Lynx mette a referto 14 assist e realizza il suo massimo in carriera.
Durante la stagione 2012, Bird si infortuna al ginocchio sinistro: chiude la regular season con 29 gare e ne gioca 3 nei playoffs, uscendo al primo turno contro Minnesota. A causa di un'operazione al ginocchio sostenuta il 9 maggio, è costretta a saltare l'intera stagione 2013.
Bird ritorna a giocare in WNBA nel 2014, mantenendo una media di 10,6 punti e 4,6 assist nelle 33 partite che disputa; tuttavia, non riesce ad avanzare ai playoffs: le Storm, infatti, chiudono all'ultimo posto in classifica con sole 12 vittorie nell'arco della stagione a fronte di 34 partite.

### Off-season
Nella stagione 2004-2005, gioca nel campionato russo per la Dinamo Mosca insieme alla compagna di squadra alle Storm Kamila Vodichkova. L'anno successivo torna a giocare con la squadra russa, riuscendo a raggiungere i playoffs di Eurolega.
Dal 2006 al 2010 gioca per lo Spartak Mosca e conquista due campionati russi e quattro edizioni dell'Eurolega.
Dal 2011 al 2014, Bird gioca per UMMC Ekaterinburg e per tre anni consecutivi riesce a vincere il campionato.

## Statistiche
Dati aggiornati al 31 dicembre 2018
- Massimo di punti: 33 vs Portland Fire (9 agosto 2002)
- Massimo di rimbalzi: 8 (6 volte)
- Massimo di assist: 14 vs Minnesota Lynx (1 luglio 2006)
- Massimo di palle rubate: 7 vs Los Angeles Sparks (21 maggio 2006)
- Massimo di stoppate: 2 (5 volte)

### Regular season
| Stagione | Squadra         | Competizione    | Partite | Partite | Partite | Statistiche tiro | Statistiche tiro | Statistiche tiro | Altre statistiche | Altre statistiche | Altre statistiche | Altre statistiche | Altre statistiche |
| Stagione | Squadra         | Competizione    | Pres.   | Titol.  | Minuti  | Tiri da 2        | Tiri da 3        | Liberi           | Rimb.             | Assist            | Rubate            | Stopp.            | Punti             |
| --- | --------------- | --------------- | ------- | ------- | ------- | ---------------- | ---------------- | ---------------- | ----------------- | ----------------- | ----------------- | ----------------- | ----------------- |
| 2002 | Seattle Storm   | WNBA            | 32      | 32      | 1121    | 151/375          | 57/142           | 102/112          | 83                | 191               | 55                | 3                 | 461               |
| 2003 | Seattle Storm   | WNBA            | 34      | 34      | 1136    | 155/368          | 49/140           | 61/69            | 113               | 221               | 48                | 1                 | 420               |
| 2004 | Seattle Storm   | WNBA            | 34      | 34      | 1136    | 151/326          | 64/146           | 73/85            | 106               | 184               | 51                | 5                 | 439               |
| 2005 | Seattle Storm   | WNBA            | 30      | 30      | 1020    | 130/294          | 45/103           | 59/69            | 72                | 176               | 29                | 6                 | 364               |
| 2006 | Seattle Storm   | WNBA            | 34      | 34      | 1066    | 137/333          | 56/153           | 59/68            | 102               | 162               | 61                | 5                 | 389               |
| 2007 | Seattle Storm   | WNBA            | 29      | 29      | 919     | 118/276          | 45/133           | 22/26            | 57                | 143               | 43                | 8                 | 303               |
| 2008 | Seattle Storm   | WNBA            | 33      | 33      | 1111    | 172/390          | 47/137           | 74/85            | 84                | 169               | 39                | 3                 | 465               |
| 2009 | Seattle Storm   | WNBA            | 31      | 31      | 1101    | 154/377          | 54/150           | 35/41            | 78                | 179               | 47                | 3                 | 397               |
| 2010 | Seattle Storm   | WNBA            | 33      | 33      | 1005    | 135/311          | 59/148           | 36/42            | 88                | 190               | 50                | 5                 | 365               |
| 2011 | Seattle Storm   | WNBA            | 34      | 34      | 1123    | 183/408          | 71/166           | 63/72            | 99                | 165               | 48                | 6                 | 500               |
| 2012 | Seattle Storm   | WNBA            | 29      | 29      | 898     | 133/290          | 53/138           | 36/46            | 83                | 155               | 26                | 3                 | 355               |
| 2014 | Seattle Storm   | WNBA            | 33      | 33      | 963     | 129/334          | 39/113           | 54/65            | 72                | 133               | 26                | 1                 | 351               |
| 2015 | Seattle Storm   | WNBA            | 27      | 27      | 773     | 107/279          | 25/83            | 39/49            | 63                | 147               | 24                | 2                 | 278               |
| 2016 | Seattle Storm   | WNBA            | 34      | 34      | 1076    | 160/356          | 72/162           | 44/56            | 97                | 196               | 34                | 6                 | 436               |
| 2017 | Seattle Storm   | WNBA            | 30      | 30      | 901     | 117/274          | 59/150           | 24/31            | 60                | 199               | 36                | 3                 | 317               |
| 2018 | Seattle Storm   | WNBA            | 31      | 31      | 824     | 115/247          | 60/134           | 24/29            | 54                | 221               | 35                | 2                 | 314               |
| Totale carriera | Totale carriera | Totale carriera | 508     | 508     | 16171   | 2247/5238 42,9%  | 855/2198 38,9%   | 805/945 85,2%    | 1311              | 2831              | 652               | 62                | 6154              |
| Nota: per la NBA, la WNBA e la NCAA, la colonna "Tiri da 2" comprende la somma dei tiri dal campo (tiri da 2 + tiri da 3). |                 |                 |         |         |         |                  |                  |                  |                   |                   |                   |                   |                   |

### Play-off
| Stagione | Squadra         | Competizione    | Partite | Partite | Partite | Statistiche tiro | Statistiche tiro | Statistiche tiro | Altre statistiche | Altre statistiche | Altre statistiche | Altre statistiche | Altre statistiche |
| Stagione | Squadra         | Competizione    | Pres.   | Titol.  | Minuti  | Tiri da 2        | Tiri da 3        | Liberi           | Rimb.             | Assist            | Rubate            | Stopp.            | Punti             |
| --- | --------------- | --------------- | ------- | ------- | ------- | ---------------- | ---------------- | ---------------- | ----------------- | ----------------- | ----------------- | ----------------- | ----------------- |
| 2002 | Seattle Storm   | WNBA            | 2       | 2       | 73      | 9/22             | 3/11             | 7/7              | 0                 | 12                | 5                 | 0                 | 28                |
| 2004 | Seattle Storm   | WNBA            | 8       | 8       | 233     | 23/61            | 6/20             | 16/21            | 26                | 42                | 12                | 0                 | 68                |
| 2005 | Seattle Storm   | WNBA            | 3       | 3       | 103     | 9/33             | 2/15             | 7/8              | 5                 | 13                | 3                 | 0                 | 27                |
| 2006 | Seattle Storm   | WNBA            | 3       | 3       | 106     | 13/36            | 7/21             | 5/8              | 8                 | 10                | 1                 | 2                 | 38                |
| 2007 | Seattle Storm   | WNBA            | 2       | 2       | 71      | 11/24            | 7/12             | 4/4              | 4                 | 10                | 4                 | 0                 | 33                |
| 2008 | Seattle Storm   | WNBA            | 3       | 3       | 111     | 23/50            | 5/17             | 8/8              | 7                 | 9                 | 4                 | 0                 | 59                |
| 2009 | Seattle Storm   | WNBA            | 3       | 3       | 109     | 11/33            | 5/12             | 7/8              | 11                | 12                | 4                 | 0                 | 34                |
| 2010 | Seattle Storm   | WNBA            | 7       | 7       | 259     | 32/83            | 11/33            | 10/13            | 29                | 54                | 12                | 3                 | 85                |
| 2011 | Seattle Storm   | WNBA            | 3       | 3       | 101     | 16/36            | 9/18             | 6/7              | 12                | 8                 | 3                 | 0                 | 47                |
| 2012 | Seattle Storm   | WNBA            | 3       | 3       | 102     | 18/41            | 8/16             | 5/6              | 5                 | 21                | 5                 | 2                 | 49                |
| 2016 | Seattle Storm   | WNBA            | 1       | 1       | 34      | 5/14             | 2/6              | 0/0              | 5                 | 7                 | 3                 | 0                 | 12                |
| 2017 | Seattle Storm   | WNBA            | 1       | 1       | 31      | 4/9              | 1/3              | 1/1              | 2                 | 5                 | 0                 | 0                 | 10                |
| 2018 | Seattle Storm   | WNBA            | 8       | 8       | 227     | 29/75            | 16/44            | 6/8              | 22                | 55                | 6                 | 2                 | 80                |
| Totale carriera | Totale carriera | Totale carriera | 47      | 47      | 1560    | 203/517 38,3%    | 82/228 36,0%     | 82/99 82,8%      | 136               | 258               | 62                | 9                 | 570               |
| Nota: per la NBA, la WNBA e la NCAA, la colonna "Tiri da 2" comprende la somma dei tiri dal campo (tiri da 2 + tiri da 3). |                 |                 |         |         |         |                  |                  |                  |                   |                   |                   |                   |                   |

## Palmarès

### Squadra
- Campionessa NCAA: 2

2000, 2002
- Campionato WNBA: 4

Seattle Storm: 2004, 2010, 2018, 2020
- Oro olimpico: 5
Nazionale statunitense: Atene 2004, Pechino 2008, Londra 2012, Rio de Janeiro 2016, Tokyo 2020

### Individuale
- 5 volte All-WNBA First Team (2002, 2003, 2004, 2005, 2016)
- 3 volte All-WNBA Second Team (2008, 2010, 2011)
- 3 volte migliore passatrice WNBA (2005, 2009, 2016)
- Migliore tiratrice di liberi WNBA (2002)
- Miglior passatrice NWBL (2003)
- Con 2600 assist il 1º settembre 2017 supera Ticha Penicheiro e diventa l'all time assist-leader WNBA